# 佐々木主浩のエキサイトマンデー!
佐々木主浩のエキサイトマンデー!（ささきかづひろのエキサイトマンデー）は、TBSラジオが2006年4月から9月まで、野球中継がない毎週月曜日に放送していた番組である。　　　　　　　　　　　　　　　　　　　　　　　　　　　　

## 放送日時
- 毎週月曜日 18:00 - 19:00 (JST)

## 出演者
- 佐々木主浩（TBS野球解説者）
- 小笠原亘（TBSアナウンサー）
- 大石里沙（18:35ごろのコーナーに出演）
- 盛田幸妃（TBS、HBC、tvk、J SPORTS解説者、毎月最終週に出演）

## コーナー・タイムテーブル
- 18：00 オープニング・FAXテーマ紹介
- 18：10 今週のエキサイトベースボールハイライト
  - 前週のプロ野球の試合を振り返るコーナー。毎月第4週はセ･リーグとパ・リーグを盛田と振り返った。
- 18：20 エキサイトベイスターズ
  - 横浜ベイスターズの選手との電話コーナー。
- 18:30ごろ 交通情報
- 18:32 スポーツニュース
- 18:35 大石里沙のプロ野球の秘密
  - 大石がプロ野球の秘密を教えるコーナー。
- 18:45ごろ 今週のエキサイトベースボール
  - 『TBSラジオ エキサイトベースボール』の中継予定カードを告知し、佐々木がその中継カードのポイントを探った。
- 18:50ごろ FAX、Eメール紹介
- 18:55 交通情報、天気予報
- 18:57 エンディング